# Іжевськ (футбольний клуб)
«Іжевськ» (рос. Футбольный клуб «Ижевск») — професіональний російський футбольний клуб з Іжевська, заснований у 1936 році.

## Хронологія назв
- 1936—1948: «Зеніт» (Іжевськ) (рос. «Зенит» Ижевск)
- 1949—1955: «Іжевський завод» (Іжевськ) (рос. «Ижевский завод» Ижевск)
- 1956—1983: «Зеніт» (Іжевськ) (рос. «Зенит» Ижевск)
- 1984—1987: «Зеніт» (Устинов) (рос. «Зенит» Устинов)
- 1988—1998: «Зеніт» (Іжевськ) (рос. «Зенит» Ижевск)
- 1998—2003: «Динамо» (Іжевськ) (рос. «Динамо» Ижевск)
- 2003—2004: ФК «Іжевськ» (рос. ФК «Ижевск»)

## Історія
Футбольна команда «Зеніт» була заснована в 1936 році в місті Іжевськ. У 1946 році під назвою «Іжевський завод» дебютував у Третій групі підгрупи «Поволжя» чемпіонату СРСР, в якій посів друге місце та вийшов у Другу групу, підгрупи один. У 1950 році через реформу футбольних ліг СРСР повернувся до виступів на регіональному рівні. У 1956 році клуб повернув собі назву «Зеніт» (Іжевськ). У 1963 році в зв'язку з реформою футбольних ліг вибув до Третьої групи підгрупи «Поволжя», в якій виступав до 1968 році, коли в фінальному турнірі здобув путівку в Другу групу А. У 1970 році, після чергової реформи футбольних ліг, опинився в Другій лізі, де виступав до 1991 року. Володар Кубка РРФСР для команд другої ліги 1988 року. За радянських часів команду утримував оборонний завод Іжмаш.
У чемпіонатах Росії стартував з Першої ліги. У 1993 році зайняв 20-е місце й вибув двома лігами нижче, до Третьої ліги. З 1994 року клуб виступав у Другій лізі. На межі століть був фарм-клубом «Газовика-Газпрому». У 1998—2003 роках виступав під назвою «Динамо» (Іжевськ). У 2003 році змінив назву на ФК «Іжевськ». У 2004 році посів останнє 19-е місце в Другому дивізіоні, зона «Поволжя» та був позбавлений професіонального статусу (команда знялася по ходу сезону, тому в решті матчів її суперникам були зараховані технічні перемоги з рахунком 3:0).

## Досягнення
- Другу група СРСР, підгрупа один
  -  Бронзовий призер (1): 1947

- Кубок РРФСР для клубів другої ліги
  -  Володар (1): 1988

- Кубок СРСР
  - 1/32 фіналу (2): 1991, 1992

- Перша ліга, група «Центр»
  - 10-е місце (1): 1992

- Кубок Росії
  - 1/64 фіналу (2): 1993

## Відомі гравці
- Володимир Войнов
- / Ігор Кічігін
- Дмитро Корнеєв
- В'ячеслав Луньов
- Валентин Спиридонов
- Володимир Шафранський

## Інші футбольні клуби Іжевська
- СОЮЗ-Газпром
- Зеніт-Іжевськ (заснований у 2011)